# Pristiglottis philippinensis
Pristiglottis philippinensis är en orkidéart som först beskrevs av Oakes Ames, och fick sitt nu gällande namn av Paul Cretzoiu och Johannes Jacobus Smith. Pristiglottis philippinensis ingår i släktet Pristiglottis och familjen orkidéer.
Artens utbredningsområde är Filippinerna. Inga underarter finns listade i Catalogue of Life.